# Craterispermum
Craterispermum es un género con 20 especies de plantas con flores perteneciente a la familia Rubiaceae. Es el único miembro de la tribu Craterispermeae.

## Taxonomía
El género fue descrito por George Bentham y publicado en Niger Flora 411, en el año 1849.

## Especies seleccionadas
- Craterispermum angustifolium
- Craterispermum aristatum
- Craterispermum brachynematum
- Craterispermum brieyi
- Craterispermum caudatum